# 庫斯阿門縣

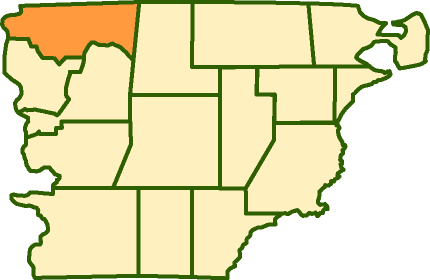

庫斯阿門縣（西班牙語：Departamento Cushamen），是阿根廷的縣份，位於該國中部丘布特省，首府設於庫斯阿門，西面是智利，面積16,250平方公里，2010年人口20,919，人口密度每平方公里1.3人。